# الانتخابات النيابية الأردنية 2010
أجريت انتخابات مجلس النواب السادس عشر في يوم 9 نوفمبر 2010، وبدأ المواطنون في إدلاء أصواتهم في الساعة السابعة وفق قانون الصوت الواحد، إضافة إلى قانون آخر تم استحداثه وهو قانون الدوائر الوهمية (أو الدوائر الفرعية). بلغت نسبة الإقتراع 53% . يذكر أن حزب جبهة العمل الإسلامي قد قاطع هذه الإنتخابات احتجاجا على قانون الصوت الواحد .تم حل هذا المجلس في يوم 4 أوكتوبر 2012، أي قبل يوم واحد من انطلاق تظاهرات كبيرة في عمان للمطالبة بإجراء إصلاحات سياسية.
ترشح لانتخابات مجلس النواب السادس عشر 763 مرشحا من بينهم 134 سيدة فاز منهن 13 امرأة . تم زيادة عدد مقاعد مجلس النواب من 120 مقعداً إلى 150 مقعداً. وزيادة عدد المقاعد المخصصة للقائمة الوطنية من 17 إلى 27 مقعداً، إضافة إلى 108 مقاعد خصصت للدوائر الانتخابية المحلية. كما تم زيادة عدد المقاعد المخصصة للكوتا النسائية إلى 15مقعداً، فازت امرأة واحدة بالتنافس الحر وهي ريم مضر بدران.
تعاقب على رئاسة المجلس كل من فیصل الفایز وعبد الكریم الدغمي، وجرى في عھد ھذا المجلس تعدیل للدستور شمل 42 مادة، كان اھمھا إنشاء المحكمة الدستوریة، وھیئة مستقلة تعنى بإدارة الانتخابات والإشراف علیھا.

## نتائج الانتخابات
فاز 78 مرشحا بمقاعد مجلس النواب السادس عشر لأول مرة و 17 مرشحا من الفائزين مثلوا أحزابا أردنية، و37 مرشحا من الفائزين كانوا نوابا في مجالس سابقة و2 من الفائزين من الأعيان و8 مرشحين نجحوا كانوا وزراء في حكومات سابقة.
| الدائرة                    | النواب الناجحون |
| العاصمة                    | العاصمة |
| -------------------------- | --- |
| الدائرة الانتخابية الاولى  | خليل عطية، جعفر مروان العبداللات، حسن محمود صافي، راشد عودة البرايسة، سالم عبد الله الهدبان |
| الدائرة الانتخابية الثانية | محمد الذويب، محمد الكوز، محمد الحلايقة، يحيى السعود، غازي عليان |
| الدائرة الانتخابية الثالثة | ممدوح العبادي، ريم بدران، عبد الرحيم البقاعي، احمد الصفدي، المقعد المسيحي:غازي مشربش |
| الدائرة الانتخابية الرابعة | احمد إبراهيم سلامة الهميسات، صلاح الدين عبد الله صبرة، حمد صالح أبو زيد |
| الدائرة الانتخابية الخامسة | المحامي صالح مفلح اللوزي، الدكتور عبد الكريم الوريكات، شركسي أو شيشاني: تامر شاهر بينو |
| الدائرة الانتخابية السادسة | فواز عوده النهار (المناصير)، لطفي محمود حسنين ( الديرباني)، شركسي أو شيشاني منير حسني صوبر |
| الدائرة الانتخابية السابعة | أنور عيسى العجارمة |
| إربد                       | |
| الدائرة الانتخابية الاولى  | عبد الكريم أبو الهيجاء، محمد خالد الردايدة، عبد الناصر بني هاني، زيد شقيرات، الدكتور حميد بطاينة |
| الدائرة الانتخابية الثانية | حسني الشياب، صالح فوزي مرجان، المقعد المسيحي جميل النمري |
| الدائرة الانتخابية الثالثة | بسام العمري |
| الدائرة الانتخابية الرابعة | فواز الزعبي، احمد يوسف الشقران |
| الدائرة الانتخابية الخامسة | علي ملكاوي، يحيى عبيدات |
| الدائرة الانتخابية السادسة | عماد جبر بني يونس |
| الدائرة الانتخابية السابعة | مجحم الصقور |
| الدائرة الانتخابية الثامنة | عاكف نايل مقابلة |
| الدائرة الانتخابية التاسعة | نايف محمود العمري |
| البلقاء                    | |
| الدائرة الانتخابية الاولى  | عبد الله النسور، مصطفى شنيكات، خالد الحياري، محمود الخرابشة، معتصم العواملة، مقعد مسيحي:- جمال قموة وضرار الداوود |
| الدائرة الانتخابية الثانية | شادي علي العدوان |
| الدائرة الانتخابية الثالثة | طلال الفاعور |
| الدائرة الانتخابية الرابعة | عبد الله جبران النويرات |
| الكرك                      | |
| الدائرة الانتخابية الاولى  | طلال حامد معايطة، عبد القادر حباشنة، مقعد مسيحي :عبد الله زريقات |
| الدائرة الانتخابية الثانية | أيمن هزاع المجالي، مقعد مسيحي : طلال سابا العكشة |
| الدائرة الانتخابية الثالثة | محمود خلف النعيمات، عاطف يوسف الطراونه |
| الدائرة الانتخابية الرابعة | خلف سويلم الهويمل |
| الدائرة الانتخابية الخامسة | شريف توفيق الرواشدة |
| الدائرة الانتخابية السادسة | رعد منصور بن طريف |
| معان                       | |
| الدائرة الانتخابية الاولى  | خالد زاهر الفناطسة، عبد الله عودة البزايغة |
| الدائرة الانتخابية الثانية | وصفي علي الرواشدة |
| الدائرة الانتخابية الثالثة | سامي أحمد الحسنات |
| الزرقاء                    | |
| الدائرة الانتخابية الاولى  | سمير العرابي، عطالله الغويري، خير الله العقرباوي، مقعد شركسي أو شيشاني: ميرزا بولاد، مقعد مسيحي: بسام حدادين |
| الدائرة الانتخابية الثانية | موسى بركات سعود الزواهرة، محمد يوسف محمد الحجوج، علي سالم فاضل الخلايله |
| الدائرة الانتخابية الثالثة | خلف ياسين الزيود |
| الدائرة الانتخابية الرابعة | محمد جميل جبرين، مرزوق حمد عواد الهبارنة |
| المفرق                     | |
| الدائرة الانتخابية الاولى  | عبد الكريم الدغمي، إبراهيم الشديفات، مفلح الرفالي الخزاعله، نواف الخوالدة |
| الطفيلة                    | |
| الدائرة الانتخابية الاولى  | عبد الرحمن حناقطة، حازم العوران، نضال قطامين |
| الدائرة الانتخابية الثانية | محمد الشروش |
| مادبا                      | |
| الدائرة الانتخابية الاولى  | برجس عبده العبابسة، محمد سليمان الشوابكة، مقعد مسيحي : مبارك سامي طوال |
| الدائرة الانتخابية الثانية | عبد الجليل احمد السليمات |
| جرش                        | |
| الدائرة الانتخابية الاولى  | باسل احمد حسن عياصرة، محمد خالد زريقات، مفلح حمد الرحيمي، احمد مصطفى العتوم |
| عجلون                      | |
| الدائرة الانتخابية الاولى  | احمد مصطفى القضاة، سميح موسى المومني، مقعد مسيحي: رضا خليل حداد |
| الدائرة الانتخابية الثانية | على احمد العنانزة |
| العقبة                     | |
| الدائرة الانتخابية الاولى  | محمود عطالله ياسين، احمد عاطف حرارة |
| البادية                    | |
| الدائرة الانتخابية الاولى  | بدو الشمال: وصفي فرحان سعيد السرحان، حابس ركاد خلف الشبيب، مازن تركي القاضي بدو الوسط: فيصل عاكف الفايز، مجحم حديثه الخريشه، الشايش نايف الخريشه بدو الجنوب: عواد محمود الزوايدة، محمد قاسم المرايعة، حمد بشير الحجايا |
| الكوتا النسائية            | |
|                            | ناريمان الروسان – عن لواء بني كنانة أسماء الرواضية - عن محافظة معان هدى أبو رمان ( الفرعية الأولى) – عن محافظة البلقاء خلود المراحلة (الفرعية الأولى) – عن محافظة الكرك ردينة العطي (الدائرة الرابعة) – عن محافظة الزرقاء وفاء بني مصطفى (الفرعية الرابعة) - عن محافظة جرش أمل الرفوع (الدائرة الثانية) - عن محافظة الطفيلة سلمى الربضي - عن محافظة عجلون (مقعد مسيحي) عبلة أبو علبة (الدائرة الأولى) – عن محافظة العاصمة سامية العليمات - عن محافظة المفرق ميسر السردية (الدائرة الثانية) - عن البادية الشمالية تمام الرياطي - عن محافظة العقبة |

## لجان المجلس
تكون مجلس النواب السادس عشر من 16 لجنة نيابية:
- لجنة الشباب والرياضة
- لجنة النزاهة والشفافية وتقصي الحقائق
- لجنة السياحة والاثار
- لجنة النظام والسلوك
- لجنــة الزراعــة والميـاه
- لجنة المرأة وشؤون الاسرة
- اللجنة الاقتصادية
- اللجنة القانونية
- اللجنة الماليـة
- لجنة الشؤون الخارجية
- اللجنــــة الإداريــــة
- لجنة التربية والتعليم
- لجنة العمل والتنمية الاجتماعية
- لجنـة الصحــة والبيئــة
- لجنـة التوجيــه الوطنــي
- لجنة الطاقة والثروة المعدنية
- لجنة الخدمات العامة
- لجنة الحريات العامة وحقوق المواطنين
- لجنــــة فلســـــطين
- لجنــة الريــف والباديــة